# María Calderón
María Inés Calderón, née à Madrid en 1611, surnommée La Calderona et Marizápalos, fut une actrice de théâtre renommée, amante du roi d'Espagne Philippe IV et mère de son fils bâtard Juan José d'Autriche. Fille de Juan Calderón, qui était très lié au monde du spectacle, elle est souvent confondue avec sa sœur aînée Juana, également actrice, et à qui on a parfois attribué à tort une relation avec Philippe IV. Elle serait morte à Guadalajara en 1646.

## Biographie

### Relation avec le roi

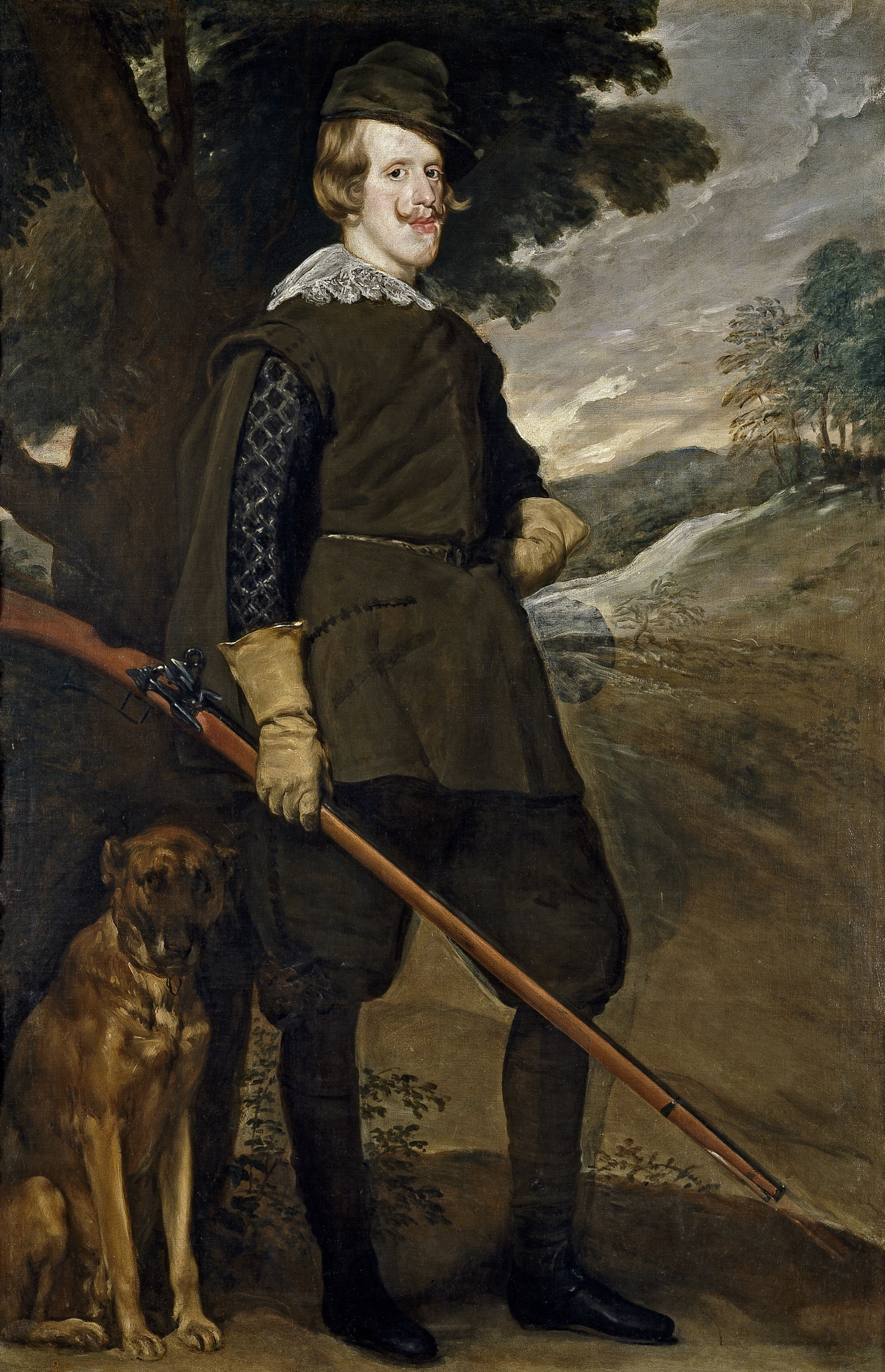
Philippe IV (roi d'Espagne) en chasseur, par Diego Velázquez, vers 1632-1634.

Elle est remarquée par le roi Philippe IV en 1627, alors âgé de 22 ans, alors qu'il assistait incognito à une pièce de théâtre dans un corral de comedias de Madrid. Elle tenait alors le premier rôle dans une pièce de Lope de Vega. Même si elle avait à peine 16 ans, elle avait été mariée très jeune à un obscur personnage appelé Pablo Sarmiento et était la maîtresse de Ramiro Núñez de Guzmán, duc de Medina de las Torres. Devant l’insistance du roi, elle finit par céder sans toutefois rompre sa relation avec le duc de Medina ni abandonner la scène. Cette passion du roi provoqua divers incidents. La reine Élisabeth se fâcha lorsque le roi attribua à Maria un très recherché balcon de la Plaza Mayor de Madrid pour qu’elle assiste aux fêtes et spectacles qui s’y donnaient. À la suite de cela, l’actrice fut placée dans un endroit plus discret, que le peuple baptisa « le balcon de Marizápalos ».
Juan José d'Autriche, fils bâtard du roi, est né à Madrid dans la nuit du 6 au 7 avril 1629. En dépit de l’opposition de sa mère, il lui est retiré quelques jours plus tard et confié à une famille choisie par le roi pour son éducation, à León. Très tôt, circulent des rumeurs selon lesquelles ce garçon serait en fait le fils de Ramiro de Guzman.

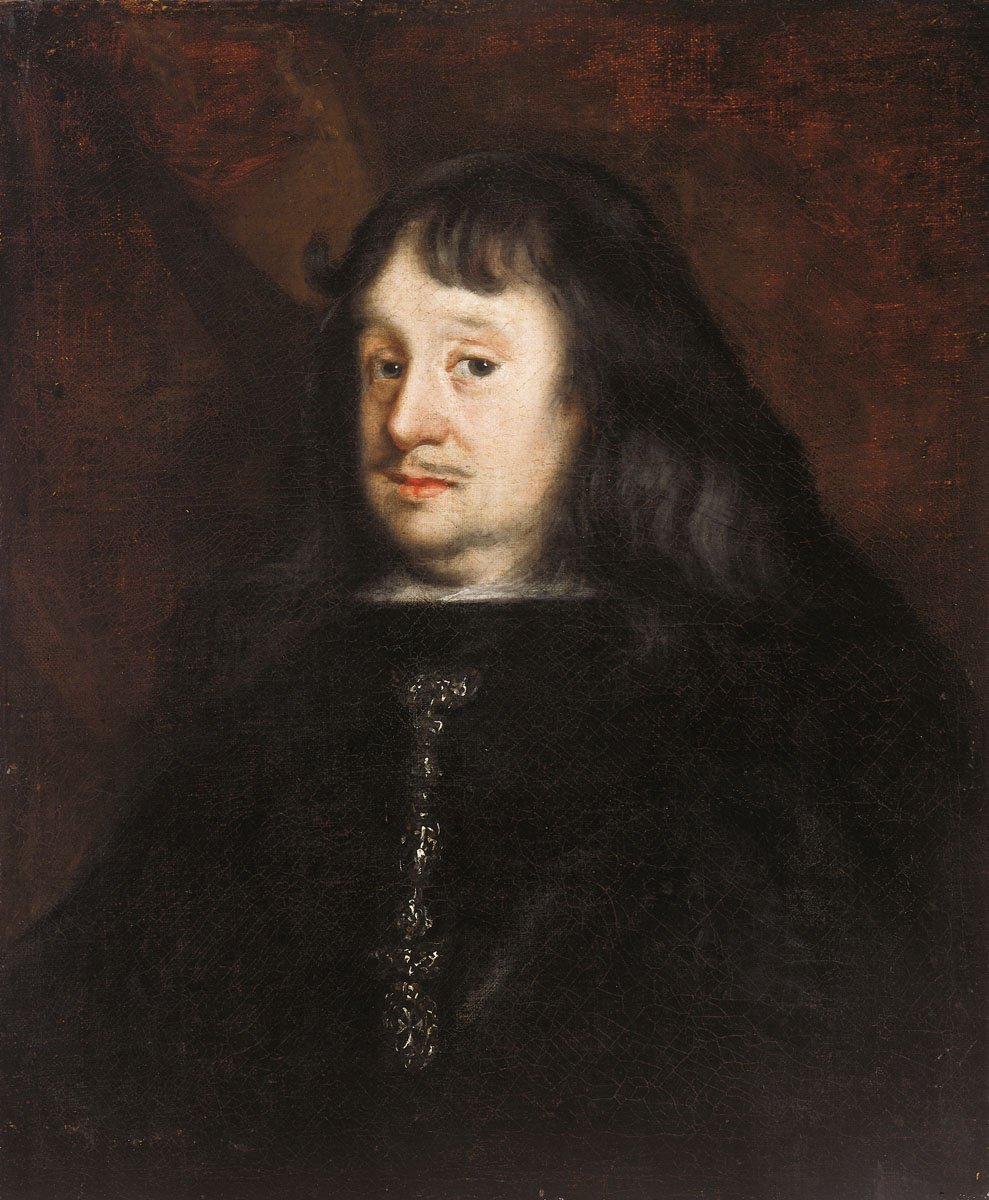
Juan José d'Autriche, fils du roi et de María Calderón.

L’enfant est baptisé dans la paroisse de San Justo y Pastor sous le nom de « fils de la terre », nom que l’on donnait aux enfants de père inconnu. Son parrain est un chevalier de l’Ordre de Calatrava, aide de camp du roi. Il sera le seul enfant illégitime reconnu par le roi.

### Vie ultérieure
Avec la naissance de Juan José prend fin la relation avec le roi. María reste toutefois à Madrid. En mars 1642, soit un mois avant la reconnaissance par le roi de Juan José comme fils légitime, elle est forcée d’entrer au couvent de San Juan Bautista à Valfermoso de las Monjas, dont elle deviendra abbesse de 1643 à 1646.
Selon la légende, elle se serait enfuie du couvent en 1646 et se serait réfugiée au nord de Valence, pour vivre avec une troupe de brigands dont elle prit le commandement, à Gilet, près de la Mola de Segart. Ses rapines auraient amené les voyageurs à éviter cette zone, qui fut dès lors baptisée Sierra Calderona, alors que cette chaîne de montagnes s'appelait autrefois Monts de Porta Coeili.

## Sources
- (es) « Maria Calderon: la actriz que sedujo a Felipe IV », ‘’Historia-National Geographic’’, no 45, p. 12-16
- (es) Audioguía y audiodescripción del Parque Natural de la Sierra Calderona